# Cotesia algonquinorum
Cotesia algonquinorum är en stekelart som först beskrevs av Henry Lorenz Viereck 1917.  Cotesia algonquinorum ingår i släktet Cotesia och familjen bracksteklar. Inga underarter finns listade i Catalogue of Life.